# Cova d'Anes
La cova d'Anes o cova d'Annes és una cavitat situada en un esperó rocós calcari del Serrat d'Anes, entre el torrent del Prat de Codines i el torrent Feló, amb l'entrada a migdia en el municipi de Prullans, encara que la major part discorre per Bellver de Cerdanya.
Està inclosa a l'Inventari del Patrimoni Arqueològic i Paleontològic de Catalunya.
Està formada per una gran galeria principal amb destacables formacions estalagmítiques i una galeria lateral ascendent, amb un recorregut total d'uns 335 m.
Fins a l'any 1950 no va ser explorada sencera, i no fou fins al 1976, després d'anteriors excavacions sense continuïtat com la de 1962 en la qual es varen trobar alguns estris i restes humanes de l'edat del bronze, quan es va descobrir el seu valor històric afegit a l'espeleològic. Intervencions arqueològiques amb estratigrafia a càrrec de l'antropòleg Jordi Rovira i Port varen permetre trobar fauna i materials de l'Edat del bronze mitjà (1500-1200 aC) barrejats amb estris medievals, entre els quals es troba una fulla de sílex amb els cantells retocats, diverses peces de ceràmica decorades i amb anses, dues peces de base d'un molí manual barquiformes, i una sitja intacta, tallada i de boca circular amb gran quantitat de cereals, troballes que permeten determinar que la cavitat fou utilitzada, ja per pobles del Neolític mitjà-final, tant com a habitatge com a lloc d'enterrament.